# Kampel
Kampel – wieś w Słowenii, w gminie miejskiej Koper. 1 stycznia 2018 liczyła 770 mieszkańców.